# British Academy Film Award de la meilleure chanson originale
Le British Academy Film Award de la meilleure chanson originale (British Academy Film Award for Best Original Song) est une récompense cinématographique britannique décernée entre 1983 et 1985 par la British Academy of Film and Television Arts (BAFTA) lors de la cérémonie annuelle des British Academy Film Awards.

## Palmarès
Note : les gagnants sont indiqués en gras. Les années indiquées sont celles au cours desquelles la cérémonie a eu lieu, soit l'année suivant leur sortie en salles (au Royaume-Uni).
Le symbole ♕ rappelle le gagnant et ♙ une nomination à l'Oscar de la meilleure chanson originale la même année.
- 1983 : "Another Brick in the Wall" composée par Roger Waters – The Wall (Pink Floyd The Wall)
  - "Tomorrow" composée par Charles Strouse et Martin Charnin – Annie
  - "One More Hour" composée par Randy Newman – Ragtime ♙
  - "Eye of the Tiger" composée par Jim Peterik et Frankie Sullivan – Rocky 3 : L'Œil du tigre (Rocky III) ♙
- 1984 : "Up Where We Belong" composée par Jack Nitzsche, Buffy Sainte-Marie et Will Jennings – Officier et Gentleman (An Officer and a Gentleman) ♕
  - "What a Feeling" composée par Giorgio Moroder, Keith Forsey et Irene Cara – Flashdance ♕
  - "Every Sperm Is Sacred" composée par André Jacquemin, Dave Howman, Michael Palin et Terry Jones – Monty Python : Le Sens de la vie (Monty Python's The Meaning of Life)
  - "Tootsie" composée par Dave Grusin, Alan Bergman et Marilyn Bergman – Tootsie ♙
- 1985 : "Ghostbusters" composée par Ray Parker Jr. – SOS Fantômes (Ghostbusters) ♙
  - "Together in Electric Dreams" composée par Giorgio Moroder et Philip Oakley – La Belle et l'Ordinateur (Electric Dreams)
  - "No More Lonely Nights" composée par Paul McCartney – Give My Regards to Broad Street
  - "I Just Called to Say I Love You" composée par Stevie Wonder – La Fille en rouge (The Woman in Red) ♕